# Die Söhne der grünen Hölle
Die Söhne der grünen Hölle (Originaltitel: Untamed Fury) ist ein US-amerikanischer Abenteuerfilm aus dem Jahr 1947 von Ewing Scott, der den Film auch produzierte. Das Drehbuch basiert auf Scotts Origialstory Gaitor Bait.

## Handlung
Der Schriftsteller John Bradbury ist in den Okefenokee-Sumpf in Florida gekommen, um sich inspirieren zu lassen. Onkel Gabe, ein weiser alter Schwarzer, erzählt ihm folgende Geschichte:
Der Alligatorjäger Nubie Blair, sein Sohn „Gator Bait“ und seine Tochter Judy leben ein einfaches, ländliches Leben. Rufe Owens und sein Sohn Jeff jagen ebenfalls im Sumpf, aber anders als Blair schickt Owens seinen Sohn zur Schule und hat große Hoffnungen für seine Zukunft. Die beiden Väter hetzen die Jungen ständig gegeneinander auf, und Jeff und Gator werden zu erbitterten Rivalen. Schließlich verlässt Jeff Okefenokee, um seine Ausbildung fortzusetzen, während der sportlichere Gator im Sumpfgebiet bleibt.
Jahre später kehrt Jeff, inzwischen Bauingenieur, nach Okefenokee zurück mit Plänen für Straßen, Krankenhäuser und andere Verbesserungen. Obwohl Jeff sich aufrichtig um ihr Wohlergehen sorgt, sind die Anwohner, darunter Blair, Gator und Rufe, seinen Ideen gegenüber misstrauisch. Nur Judy, die zu einer attraktiven jungen Frau herangewachsen ist, schätzt Jeffs Bemühungen. Gators Feindseligkeit gegenüber Jeff nimmt zu, als er erfährt, dass Patricia Wayburn, die kultivierte Besitzerin des Touristencamps, in dem er als Fremdenführer arbeitet, einst mit dem Ingenieur liiert war. Patricia, die eine lose Beziehung mit Gator pflegt, äußert sofort den Wunsch, ihre Romanze mit Jeff wieder aufzunehmen, doch der weist sie zurück. Jeff stellt seine Pläne bei einem Treffen vor und wird von den Stadtbewohnern entschieden zurückgewiesen, die befürchten, dass seine vorgeschlagenen Verbesserungen zur Zerstörung ihres einfachen Lebensstils führen werden. Gator beschimpft Jeff als hochnäsig und wirft seine Vermessungsausrüstung in den Fluss. Am Abend schwimmt Judy, um Jeffs Ausrüstung vom Grund des Flusses zu holen. Da Jeff weiß, wie sehr Judy Alligatoren fürchtet, ist er tief berührt von ihrer Hilfe und gibt ihr einen leidenschaftlichen Kuss.
Am nächsten Tag berät sich Jeff mit seinem Chef über den Widerstand der Stadt. Sein Vorgesetzter warnt Blair und Lige, dass er die Staatspolizei rufen wird, wenn sie versuchen, Jeff erneut aufzuhalten. Jeff veranstaltet ein Tanzfest in der Hoffnung, die Spannung in der Stadt etwas abzubauen, doch Gator nutzt die Situation, um einen Kampf mit seinem Rivalen zu provozieren. Als Gator während des Kampfes ein Messer gegen Jeff zieht, eilt Blair herbei, um ihn aufzuhalten, und besteht darauf, dass er sich bei Jeff entschuldigt. Gator entschuldigt sich und erklärt sich bereit, am nächsten Morgen als Jeffs Sumpfführer zu fungieren, doch sobald er Jeff allein im Sumpf hat, versucht er, ihn mit einer losen Liane zu erwürgen. Nach einem erbitterten Kampf schlägt Jeff Gator nieder und rettet ihn vor einem angreifenden Alligator. Jeff schleppt den immer noch bewusstlosen Gator zurück ans Ufer und erklärt seinen Zustand Rufe gegenüber als Unfall. Trotz Jeffs mutiger Rettungstat führen Gator, Blair und Lige einen bewaffneten Angriff auf Jeffs Straßenbautrupp und zwingen ihn, die Arbeit einzustellen.
Einige Zeit später kritisiert Jeff Patricia dafür, dass sie den beeinflussbaren Gator geärgert hat, doch sie besteht darauf, dass ihre Gefühle für Gator echt sind. Nachdem sie seine aufkeimende Romanze mit Judy abgesegnet hat, gibt Patricia Jeff einen Abschiedskuss, ohne zu wissen, dass Gator sie aus der Ferne beobachtet. Der eifersüchtige Gator missversteht den Kuss, wirft Patricia in den Fluss und schwört später, Jeff zu töten. Judy hört Gators Drohung und rennt zu Rufe, um Hilfe zu holen. Der ahnungslose Jeff ist unterdessen draußen im Sumpf und markiert Bäume zum Fällen, als Gator auf ihn schießt. Gator verfehlt ihn und fällt schließlich in Treibsand. Erneut rettet Jeff Gator das Leben, und als Judy und Rufe außer sich vor Wut am Tatort eintreffen, schützt er Gator erneut mit einer Lüge. Gator ist in seiner Wut erschöpft und gibt schließlich zu, dass er sich geirrt hat, und die beiden Männer geben sich die Hand.

## Hintergrund
Ewig Scott versuchte mehrere Jahre, seine Geschichte in Hollywood zu verkaufen, bevor er die Unterstützung der Brüder Abe, George und Ralph Danches erhielt, die zuvor einen Großhandel für Obst und Gemüse in Cleveland leiteten.
Laut Pressemeldungen vom November 1946 wurde der Film an Originalschauplätzen in Florida im südlichen Teil des Okefenokee-Sumpfes gedreht. Im September 1951 wurde berichtet, dass George Danches eine Vertragsverletzungsklage gegen „Eagle Lion“ und „Pathé Industries“, die Mutterunternehmen des Filmvertriebs, eingereicht und 250.000 Dollar Schadenersatz gefordert habe (2024: ca. 3 Millionen Dollar). Danches behauptete, die Beklagten hätten unzulässige Abzüge vorgenommen und es versäumt, „die besten Anstrengungen“ zu unternehmen, um den Film zu vertreiben. Der Ausgang der Klage ist unbekannt.
E. G. Marshall erhielt für seine Rolle erstmals einen Filmcredit.

## Veröffentlichung
Die Premiere des Films fand am 22. März 1947 statt. In der Bundesrepublik Deutschland kam er am 2. Februar 1951 in die Kinos.

## Kritiken
Der Kritiker der The New York Times merkte an, der Film biete nichts Neues. Aufnahmen von zusammengerollten Schlangen, herumschleichenden Alligatoren und saugendem Treibsand geben das Tempo vor. Zwei verfeindete Jugendliche aus dem Sumpfland, einer von ihnen auf College-Niveau und der andere ein wilder Alligatoren-Fallensteller, runden das Bild ab.
Das Lexikon des internationalen Films schrieb: „Eine ziemlich unergiebige Mischung aus Abenteuer- und Kulturfilm.“